# Sándor Bortnyik
Sándor Bortnyik (n. 3 iulie 1893, Mureș-Oșorhei, Austro-Ungaria – d. 31 decembrie 1976, Budapesta, Republica Populară Ungară) a fost un pictor și grafician maghiar, unul dintre reprezentanții semnificativi ai constructivismului abstract maghiar.

## Biografie

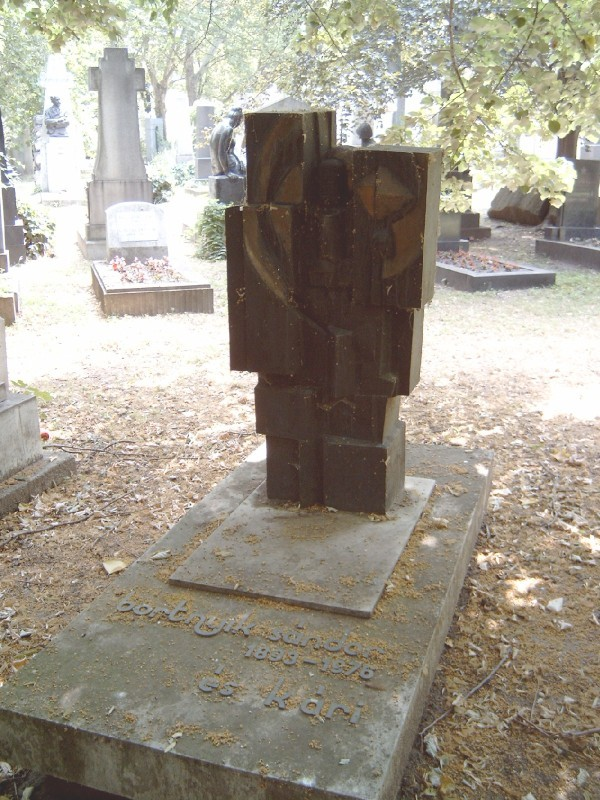
Mormântul lui Sándor Bortnyik în Cimitirul Kerepesi din Budapesta: 34/2-1-30. Operă: Ferenc Gyurcsek „Aprinzătorul de lampă”, 1981.

A fost elev al Colegiului Reformat din Târgu Mureș. A început să se ocupe de grafică publicitară, și în 1910 a realizat primul său afiș pentru magazinul Reményi, iar succesul acestui design i-a permis să se mute la Budapesta, la invitația companiei de parfumuri Savoly, unde a lucrat ca grafician. În 1913, s-a înscris la școala liberă condusă de Rippl-Rónai, Kernstok și Vaszary. În cadrul acestei școli, l-a cunoscut pe Hans Mattis-Teutsch, care în 1916 l-a prezentat lui Lajos Kassák, iar în 1918 l-a întâlnit pe Gyula Derkovits. Activitatea acestora a avut o influență semnificativă asupra sa.
Din 1918 a devenit membru al cercului Kassák și a participat la expoziția colectivă organizată de revista Ma. Mai târziu, revista a publicat în mod regulat lucrările sale grafice, Bortnyik rămânând colaborator și după 1920, când s-a stabilit la Viena. Acolo creat coperți de carte, iar în 1921 și-a publicat primul album cu imprimări abstracte realizate cu șabloane. În 1922 s-a mutat la Weimar, iar în 1925 s-a întors la Budapesta. După revenirea sa, între 1925−1926, a devenit membru fondator al teatrului absurd Zöld Szamár (în română: Măgarul Verde). În 1927 a fost redactor și designer grafic al revistei Új Föld (în română: Pământ Nou). În 1930 a fost membru fondator al Societății Artiștilor de Carte și Publicitate din Ungaria. În 1932 a devenit membru în consiliul de conducere al Magyar Műhely Szövetség (în română: Asociația Atelierului Maghiar).
Între 1928 și 1938 a deschis o școală privată de grafică numită Műhely (în română: Atelier), unde preda conform principiilor Bauhaus. În publicațiile Reklámélet și Magyar Grafika, și-a popularizat în scris conceptele de design. În 1933 a lansat propria revistă intitulată Plakát (în română: Afiș). A creat numeroase coperți de carte pentru editura Dante Könyvkiadó .
În 1946 a fost membru al Consiliului Artistic. Între 1947 și 1949 a fost redactor-șef al revistei Szabad Művészet (în română: Artă Liberă). În perioada 1948-1949 a fost profesor la Academia de Arte Aplicate din Ungaria, iar între 1949 și 1956 a ocupat funcția de director al Universității de Arte Frumoase din Ungaria.

## Stilul
Primele sale lucrări, realizate în mod autodidact, au fost în stilul ilustrațiilor de ziar. Ulterior, desenele sale au evoluat către compoziții mai riguroase, realizate în tuș, cu caracter alegoric. Începând cu 1915, a creat afișe comerciale obiective, decorative și cu un impact vizual puternic. A fost un membru de excepție al mișcării activiștilor, reușind să combine mijloacele futurismului cu elemente de expresionism și cubism.
În gravurile sale în linoleum și lemn a utilizat elemente cubiste. Lucrările sale din această perioadă se bazează în principal pe contrastele dintre petele de alb și negru. Ilustrațiile realizate pentru poeziile lui Árpád Szélpál, Sándor Barta și Erzsi Újvári se remarcă printr-o estetică puternic grotescă. În gravurile-portret dedicate lui Lenin, Liebknecht și Kassák, a combinat idealul activist al omului cu portretul individualizat.
Forța compoziției din picturile sale este amplificată de dinamica cromatică unică (de exemplu, Peisaj galben-verde, Compoziție constructivă cu trei figuri, Compoziție cu șase figuri). Lucrările sale din perioada 1918–1919 se bazează în principal pe forme geometrice. În anii 1930, a adoptat un stil mai lejer și decorativ, pictând scene de gen care surprind viața burgheză.
Mai târziu, a pictat lucrări care ilustrau viața oamenilor din orașe și sate și a continuat pe acestă cale și după 1945. A rămas un susținător devotat al politicii artistice comuniste până la sfârșitul vieții.

## Expoziții

### Expoziții individuale
- 1916, Salonul Național
- 1919, Sediul revistei Ma, Budapesta
- Decembrie 1922, Galerie Der Sturm, Berlin, expoziția 114, alături de Paul Fuhrmann și Oscar Nerlinger
- Martie 1923, J. P. Neumann Graphisches Kabinett (sub conducerea lui Karl Nierendorf), Berlin
- Septembrie-Octombrie 1924, Vychodoslovensky Múzeum, Košice
- Martie 1925, librăria Mentor, Budapesta
- 1930, Galeria Tamás, Budapesta
- 1969, Gyűjteményes kiállítása (în română: Expoziție de colecție), Galeria Națională Maghiară, Budapesta
- 1977, Expoziție memorială, Galeria Națională Maghiară, Budapesta
- 1978, Expoziție memorială, Sala Uitz, Dunaújváros
- 1993, A grafikus és könyvművész (în română: Graficianul și artistul de carte), Muzeul Literar Petőfi, Budapesta

### Expoziții de grup (selecție)
- 1916, Salonul Național, Budapesta
- 1918, Ma III. demonstratív kiállítása (în română: Expoziția demonstrativă Ma III)
- 1919, A Ma grafikai kiállítása (în română: Expoziția de grafică Ma), Budapesta
- 1923-1924, Galeria Der Sturm, Berlin (Die Schöne Melusine și Der Tunnel)
- 1923, Eeckeren-Antwerpen
- 1925, 1-я Всеобщая германская художественная выставка (în română: Prima Expoziție Generală de Artă Germană), Moscova-Leningrad-Saratov (Polgári Tavasz - Primăvara Burgheză)
- 1927, Stadtische Kunsthalle, Mannheim
- 1929, 1930, Képzőművészek Új Társasága (în română: Noua Asociație a Artiștilor Plastici), Budapesta
- 1930, Könyv- és Reklámművészek Társasága bemutatkozó kiállítása (în română: Expoziția de prezentare a Asociației Artiștilor de Carte și Publicitate), Muzeul de Artizanat și Design, Budapesta
- Expoziția internațională de afișe, Bolzano
- 1931, 1933, Művészcsoportok kiállítása (în română: Expoziția Grupurilor de Artiști), Palatul Artelor, Budapesta
- 1931, Bortnyik-növendékek kiállítása (în română: Expoziția studenților lui Bortnyik), Societatea Națională de Educație Tehnică, Budapesta
- 1933, Trienala de Artizanat și Design, Milano
- Györgyi Kálmán emlékkiállítás (în română: Expoziția memorială Györgyi Kálmán), Muzeul de Arte Aplicate, Budapesta
- 1937, Magyar nemzeti nyomtatványkiállítás (în română: Expoziția Națională Maghiară de Tipărituri), Galeria de Artă din Budapesta, Budapesta
- 1945, Első Szabad Nemzeti Kiállítás (în română: Prima Expoziție Națională Liberă), Galeria de Artă din Budapesta, Budapesta
- 1954–1955, Korszerűsített klasszikusok (în română: Clasicii modernizați), Budapesta-Moscova
- 1961, Herwarth Walden und die osteuropäische Avantgárd (în română: Herwarth Walden și avangarda est-europeană), Berlin
- 1912–1932, Berlin
- 1967, Avantgárd in Osteuropa 1910–1930 (în română: Avangarda în Estul Europei 1910–1930), Berlin
- 1971, Internationale Plakate 1871–1971 (în română: Afișe Internaționale 1871–1971), Haus der Kunst, München, Ungarische Avantgárd 1909–1930 (în română: Avangarda Maghiară 1909–1930), Galerie del Levante, München, Osteuropäische Avantgárd (în română: Avangarda Est-Europeană), Galerie Gmurzynska-Bargera, Köln
- 1973, Magyar aktivizmus (în română: Activismul maghiar), Muzeul Janus Pannonius, Pécs
- 1981, Nyolcak és aktivisták (în română: Cei Opt și activismul), Galeria Națională Maghiară, Budapesta

## Scrieri
- Bortnyik Sándor–Hevesy Iván–Rabinovszky Máriusz: Kétezer év festészete (în română: Două mii de ani de pictură); Dante, Bp., 1943;
- Masereel; Corvina, Bp., 1965: A művészet kiskönyvtára (în română: Mica bibliotecă a artei).

## Premii
- Medalia de argint a Trienalei Artelor Aplicate din Milano (1933)
- Medalia de merit a Republicii Populare Maghiare, clasa de aur (1950)
- Ordinul Meritul Muncii, gradul de argint (1953)
- Premiul Mihály Munkácsy (1955)
- Artist emerit (1956)
- Ordinul Meritul Muncii, gradul de aur (1964, 1968)
- Artist excepțional (1970)
- Premiul Kossuth (1973)

## Lucrări în colecții publice
- Galeria Metropolitană, Budapesta
- Muzeul Herman Ottó, Miskolc (A pacsirta halála, Állatok tánca – Néger kórus, Arany futballista, Céllövölde, Eris almája, Külvárosi táj, Nő geometrikus formák között, Nő virággal)
- Muzeul Janus Pannonius, Pécs
- Colecția László Károly, Veszprém
- Galeria Națională Maghiară, Budapesta
- Biblioteca Națională Széchényi, Budapesta
- Colecția Thyssen-Bornemisza, Madrid
- Muzeul de Artă Modernă, New York
- Galeria de Artă a Universității Yale, New Heaven